# 岩井由紀子
岩井 由紀子（日语：岩井 由紀子，1968年5月26日 - ）是日本原艺人、歌手、演员。爱称为Yuuyu（日语：ゆうゆ），并在1987年到1994年间用作艺名。出身自偶像团体小猫俱乐部，会员编号第19。

## 经历
岩井由紀子出生于神奈川县横浜市鶴見区。自父母离婚之后，移居千葉县并在那里长大，故自称是“千叶的孩子”。自嘉悦女子高等学校毕业后，就读嘉悦女子短期大学但后退学。
1985年，经当编辑的姐姐介绍，参与过各种杂志模特活动。1985年6月21日，在《黄昏喵喵》的新人甄选中合格，正式成为偶像团体小猫俱乐部的一员（会员编号19号），并参与了第一张专辑《KICK OFF》的封面拍摄。后和会员编号16号的高井麻巳子组成了子团体指指点点组，人气高涨。自1986年7月的小猫俱乐部第5张单曲《先失礼》起，连续被选为多张单曲的前排或专辑曲目演唱者，是小猫俱乐部中后期的核心成员之一。
1987年3月25日，岩井由紀子在渡边Production事务所以单曲《天使的保镖》（日语：天使のボディーガード）个人出道。随着高井麻巳子从小猫俱乐部毕业，指指点点组在同年4月解散。之后的9月20日，小猫俱乐部也解散，开始正式以“Yuuyu”艺名进行单飞活动。期间参与过许多综艺节目，例如担当东京电视台的的主MC、富士电视台常驻嘉宾等。与此同时，由于销量不佳，歌手活动自1989年后逐渐停止。
1989年，担当游戏公司Taito的印象角色。
1994年，以“想以大人的形象活动”为由，艺名改回本名岩井由紀子。
1997年，岩井与青年实业家結婚，从娱乐圈引退。后有两个孩子。
2002年，出演了《HEY!HEY!HEY!》、《FNS歌謡祭2002》等音乐节目中的小猫俱乐部再结成活动。

## 个人轶事
- 家里姊妹二人，有一个姐姐。
- 是狂热的松田聖子粉丝。在日本电视台的《歌的Top Ten》节目中与松田共演时，感动得泪流满面。
- 被《黄昏喵喵》的工作人员评价为“性格很要强，很爱哭”。
- 在小猫俱乐部中个头最小，外加娃娃脸，看上去比真实年龄小很多。
- 小猫俱乐部成员中最要好的是渡边美奈代。另外同属渡边Production事务所的河合园子也评价她“像妹妹一样可爱”。
- 曾多次传出和指指点点组的搭档高井麻巳子不合的传言。在多年后的1994年参加明石家秋刀鱼的节目时，岩井谈到两人确实台下很少在一起，感情也一般，平时自己也多和别的成员活动。不过也说到现在两人已经会正常地聊天，当时自己的性格不成熟，比较像小孩子。另外，岩井当时就有感觉小猫俱乐部制作人秋元康对高井（两人后来结婚）特别照顾，也影响了两人的感情。
- 安室奈美惠小学生时期参加卡拉OK大赛节目时，曾演唱过岩井由紀子的歌曲“-3℃”并获得优胜。解说亦为“最喜欢Yuuyu的安室奈美惠酱”。

## 作品

### 小猫俱乐部时期主唱曲目
- 先失礼（第5单）
- 恋爱是问题（第6单）
- （第6单B面曲）
- NO MORE 假装恋爱（第7单）
- （再結成記念单曲）
- （专辑收录）
- （专辑《PANIC THE WORLD》收录）
- （同上）
- （同上）
- （专辑《NON-STOP おニャン子》收录）
- （专辑《SIDE LINE》收录）
- （同上）
- （同上）
- （专辑《Circle》收录）
- （同上）
- （同上，独唱）

### 单曲
1. （1987年3月25日） - “Yuuyu with 小猫俱乐部”(ゆうゆ with おニャン子クラブ）的名义
  - 作詞: 秋元康，作曲: 後藤次利，編曲: 佐藤準
  - c/w
2. -3℃ （1987年7月22日）
  - 作詞: 及川眠子，作曲: 後藤次利，編曲：佐藤準
  - c/w
3. （1987年10月28日）
  - 作詞: 秋元康，作曲: 鶴久政治，編曲: 西平彰
  - c/w
4. （1988年1月21日）
  - 作詞: 秋元康，作編曲: 見岳章
  - c/w
5. （1988年4月21日）
  - 作詞: 及川眠子，作編曲: 井上ヨシマサ
  - c/w
6. （1988年7月27日）
  - 作詞: 及川眠子，作曲: 小森田実，編曲: 米光亮
  - c/w
7. （1988年11月30日）
  - 作詞: 横山武，作・編曲: 後藤次利
  - c/w
8. （1989年2月8日）※富士系 世界名作劇場《彼得潘的冒險》主题曲
  - 作詞: 秋元康，作曲: ，編曲: 西平彰
  - c/w

### 专辑
1. （1987年7月29日）
2. （1987年12月16日）
3. Summer Tasty （1988年7月21日）
4. （1988年12月14日）
5. （1989年3月21日）
6. （2002年2月20日）
7. （2004年5月19日）
8. （2007年8月17日）

### NHK大家的歌
- （放送時期：1990年12月～1991年1月期） 
  - 作詞：吉沢久美子，作曲：原礼彦，編曲：鈴木宏昌，动画：前田昭

### 其他艺术家的作品中友情出演
- - &YuYu（1988年）

### 游戏
- （1990年，街机游戏 Taito） - 1992年移植SFC

### 写真集
- （1987年6月 富士电视出版 斉藤清貴） ISBN 4893531484
- （1988年3月 Wani Books 武藤義） ISBN 4847020782
- （1991年10月 学研 今村敏彦）

### 影像
- （波丽）
- （波丽）
- （波丽）

## 主要出演

### 综艺
- 黄昏喵喵（1985年 - 1987年，富士电视台系） - 作为小猫俱乐部一员
- 晚餐喵喵（1986年，富士电视台系）
- （1987年10月 - 1988年12月，TBS系）
- （1987年10月 - 1988年9月，东京电视台系）
- （1987年 - 1991年，富士电视台系）
- （1988年 - 1989年3月，读卖电视台/日本电视台系）
- （1988年 - 1994年，富士电视台系）
- （1989年4月 - 1990年9月，TBS系）
- （1989年10月 - 1990年9月，フジテレビ系）※星期四固定嘉宾
- （1989年10月 - 1990年12月，MBS/TBS系）
- （1990年 - 1991年，东京电视台系）
- （1992年10月 - 1993年7月，日本电视台系）
- （TBS特别节目，1992年秋起断断续续出演）
- （1992年10月 - 1993年3月，TBS系）
- （1992年10月 - 1993年3月，メーテレ系）
- （1994年10月 - 1995年，富士电视台系）
- （1995年 - 1996年，NHK教育頻道）
- （1995年10月 - 1996年3月，读卖电视台）
- （朝日电视台）

### 电视剧
- 系列（富士系）
  - （1986年1月）
  - （1986年6月）
  - （1987年2月）
- (富士电视系列)
  - （1988年12月）
  - （1989年3月）
- （1989年2月，日本电视台） - 饰演 田島みゆき
- 世界奇妙物語 “死后的烦恼”（1990年6月，富士电视台系）
- （1992年1月、TBS系）
- （1993年5月、东京电视台系）
- （1994年4月 - 1995年3月、日本电视台系） - 饰演 おみつ
- （1996年7月、日本电视台系）

### 广告
- 三洋食品
- 大塚製藥
- 獅王
- 太東

### 录影带首映电影
- （1991年，导演： 山本晋也）
- （1992年，导演：石川昭信）

### 舞台
- から騒ぎ（1989年、東京グローブ座ほか 演出：宮本亜門）